# США на летних Олимпийских играх 2000
На летних Олимпийских играх 2000 года американская делегация состояла из 586 человек. Она принимала участие в соревнованиях по 31 видам, получив всего 93 медали, из них золотых: 37, серебряных: 24 и бронзовых: 32 (став 1-й в медальном зачёте). Знаменосцем сборной на церемонии открытия был Клифф Мейдл; на церемонии закрытия — Рулон Гарднер.

## Награды

### Золото
| Медаль | Спортсмен | Вид спорта           | Дисциплина                                |
| ------ | --- | -------------------- | ----------------------------------------- |
| Золото | Морис Грин | Лёгкая атлетика      | Мужчины, 100 м                            |
| Золото | Майкл Джонсон | Лёгкая атлетика      | Мужчины, 400 м                            |
| Золото | Энджело Тейлор | Лёгкая атлетика      | Мужчины, 400 м с барьерами                |
| Золото | Джон Драммонд Бернард Уильямс Брайан Льюис Морис Грин | Лёгкая атлетика      | Мужчины, эстафета 4×100 м                 |
| Золото | Ник Хайсонг | Лёгкая атлетика      | Мужчины, прыжки с шестом                  |
| Золото | Джерл Майлз-Кларк Монике Хеннэгэн Летэша Колэндер | Лёгкая атлетика      | Женщины, эстафета 4×400 м                 |
| Золото | Стейси Драгила | Лёгкая атлетика      | Женщины, прыжки с шестом                  |
| Золото | Рути Болтон Иоланда Гриффит Лиза Лесли Никки Маккрей Делиша Милтон Шерил Свупс Кэти Смит Дон Стэйли Натали Уильямс Кара Уолтерс Чамик Холдскло Тереза Эдвардс | Баскетбол            | Женщины                                   |
| Золото | Шариф Абдур-Рахим Рэй Аллен Вин Бейкер Кевин Гарнетт Винс Картер Джейсон Кидд Антонио Макдайесс Алонзо Моурнинг Гэри Пэйтон Стив Смит Тим Хардуэй Аллан Хьюстон | Баскетбол            | Мужчины                                   |
| Золото | Брент Абернети Шон Берроуз Пэт Бордерс Маркус Дженсен Крис Джордж Трэвис Доукинс Майк Кинкейд Джон Коттон Рик Кривда Даг Менткевич Майк Нил Рой Освальт Джон Раух Бобби Си Энтони Сэндерс Тодд Уильямс Брэд Уилкерсон Райан Франклин Шейн Химс Бен Шитс Адам Эверетт Курт Эйнсуорт Тим Янг Эрни Янг | Бейсбол              | Мужчины                                   |
| Золото | Марти Нотстейн | Велоспорт            | Мужчины, спринт                           |
| Золото | Брэндон Слэй | Вольная борьба       | Мужчины, до 76 кг                         |
| Золото | Рулон Гарднер | Греко-римская борьба | Мужчины, до 130 кг                        |
| Золото | Дэвид О’Коннор | Конный спорт         | Троеборье, личное первенство              |
| Золото | Марк Рейнольдс Магнус Лильедаль | Парусный спорт       | Класс «Звёздный»                          |
| Золото | Энтони Эрвин | Плавание             | Мужчины, 50 м вольным стилем              |
| Золото | Гэри Холл-младший | Плавание             | Мужчины, 50 м вольным стилем              |
| Золото | Томас Малчоу | Плавание             | Мужчины, 200 м баттерфляем                |
| Золото | Леонид Крайзельбург | Плавание             | Мужчины, 100 м на спине                   |
| Золото | Леонид Крайзельбург | Плавание             | Мужчины, 200 м на спине                   |
| Золото | Томас Долан | Плавание             | Мужчины, 400 м комплексным плаванием      |
| Золото | Леонид Крайзельбург Гленн Эдвард Мозес-младший Ян Крокер Гэри Холл-младший | Плавание             | Мужчины, эстафета 4×100 м комбинированная |
| Золото | Брук Беннетт | Плавание             | Женщины, 400 м вольным стилем             |
| Золото | Брук Беннетт | Плавание             | Женщины, 800 м вольным стилем             |
| Золото | Меган Куанн | Плавание             | Женщины, 100 м брассом                    |
| Золото | Мисти Хаймен | Плавание             | Женщины, 200 м баттерфляем                |
| Золото | Эми Ван Дайкен Кортни Шили Дженнифер Томпсон Дара Торрес | Плавание             | Женщины, эстафета 4×100 м вольным стилем  |
| Золото | Дайана Мунц Саманта Арсенолт Дженнифер Томпсон Линдсэй Бенко | Плавание             | Женщины, эстафета 4×200 м вольным стилем  |
| Золото | Дара Торрес Барбара Бедфорд Дженнифер Томпсон Меган Куанн | Плавание             | Женщины, эстафета 4×100 м комбинированная |
| Золото | Дейн Блантон Эрик Фоноймоана | Пляжный волейбол     | Мужчины                                   |
| Золото | Лора Уилкинсон | Прыжки в воду        | Женщины, вышка 10 м                       |
| Золото | Кристи Амбрози Лора Берг Дженнифер Брандейдж Кристл Бустос Мишель Вентурелла Шейла Корнелл Дженнифер Макфоллс Стейси Нювмен Лия О’Брайен Дот Ричардсон Мишель Мэри Смит Криста Ли Уильямс Лиза Фернандес Лори Харриган Даниэлла Хендерсон                                                           | Софтбол              | Женщины                                   |
| Золото | Нэнси Джонсон | Стрельба             | Женщины, пневматическая винтовка, 10 м    |
| Золото | Стивен Лопес | Тхэквондо            | Мужчины, до 68 кг                         |
| Золото | Винус Уильямс | Теннис               | Женщины, одиночный разряд                 |
| Золото | Винус Уильямс Серена Уильямс | Теннис               | Женщины, парный разряд                    |
| Золото | Тара Нотт | Тяжёлая атлетика     | Женщины, до 48 кг                         |

### Серебро
| Медаль  | Спортсмен | Вид спорта            | Дисциплина                               |
| ------- | --- | --------------------- | ---------------------------------------- |
| Серебро | Олвин Харрисон | Лёгкая атлетика       | Мужчины, 400 м                           |
| Серебро | Терренс Трэммелл | Лёгкая атлетика       | Мужчины, 110 м с барьерами               |
| Серебро | Лоуренс Джонсон | Лёгкая атлетика       | Мужчины, прыжки с шестом                 |
| Серебро | Адам Нельсон | Лёгкая атлетика       | Мужчины, толкание ядра                   |
| Серебро | Тед Мерфи Себастьян Беа | Академическая гребля  | Мужчины, двойки распашные без рулевого   |
| Серебро | Рокки Хуарес | Бокс                  | Мужчины, до 57 кг                        |
| Серебро | Рикардо Уильямс | Бокс                  | Мужчины, до 63,5 кг                      |
| Серебро | Мари Холден | Велоспорт             | Женщины, индивидуальная гонка по шоссе   |
| Серебро | Робин Борегард Бренда Вилья Кортни Джонсон Эрика Лоренц Хизер Муди Морин О’Тул Бернис Орвиг Николь Пейн Хизер Петри Джулия Свэйл Корали Симмонс Кэти Шихи Эллен Эстес                                                                                | Водное поло           | Женщины                                  |
| Серебро | Самуэль Хэнсон | Вольная борьба        | Мужчины, до 54 кг                        |
| Серебро | Мэттью Линдлэнд | Греко-римская борьба  | Мужчины, до 76 кг                        |
| Серебро | Пол Форстер Роберт Меррик | Парусный спорт        | Мужчины, класс «470»                     |
| Серебро | Дженнифер Айслер Сара Глэйзер | Парусный спорт        | Женщины, класс «470»                     |
| Серебро | Эд Моузес | Плавание              | Мужчины, 100 м брассом                   |
| Серебро | Аарон Пирсол | Плавание              | Мужчины, 200 м на спине                  |
| Серебро | Томас Долан | Плавание              | Мужчины, 200 м комплексным плаванием     |
| Серебро | Эрик Вендт | Плавание              | Мужчины, 400 м комплексным плаванием     |
| Серебро | Энтони Эрвин Нейл Уолкер Джейсон Лезак Гэри Холл-младший | Плавание              | Мужчины, эстафета 4×100 м вольным стилем |
| Серебро | Джеймс Рауч Джошуа Дэвис Скотт Гоулдблэтт Клит Келлер | Плавание              | Мужчины, эстафета 4×200 м вольным стилем |
| Серебро | Дайана Мунц | Плавание              | Женщины, 400 м вольным стилем            |
| Серебро | Кристи Коваль | Плавание              | Женщины, 200 м брассом                   |
| Серебро | Эмили де Рил | Современное пятиборье | Женщины, личное первенство               |
| Серебро | Виктор Вандерле | Стрельба из лука      | Мужчины, личное первенство               |
| Серебро | Кристин Лилли Шэннон Макмиллан Сири Маллиникс Тиффени Милбретт Карла Овербек Кристи Пирс Синди Пэрлоу Никки Серленга Брайана Скарри Даниэль Слейтон Кейт Собреро Сара Уэйлен Джули Фауди Джой Фосетт Мишель Френч Лорри Фэйр Миа Хэмм Брэнди Честейн | Футбол                | Женщины                                  |

### Бронза
| Медаль | Спортсмен                                                                  | Вид спорта            | Дисциплина                            |
| ------ | -------------------------------------------------------------------------- | --------------------- | ------------------------------------- |
| Бронза | Марк Крир                                                                  | Лёгкая атлетика       | Мужчины, 110 м с барьерами            |
| Бронза | Джон Година                                                                | Лёгкая атлетика       | Мужчины, толкание ядра                |
| Бронза | Крис Хаффинс                                                               | Лёгкая атлетика       | Мужчины, десятиборье                  |
| Бронза | Мелисса Моррисон                                                           | Лёгкая атлетика       | Женщины, 110 м с барьерами            |
| Бронза | Кристи Гэйнес Торри Эдвардс Нэнсин Перри                                   | Лёгкая атлетика       | Женщины, эстафета 4×100 м             |
| Бронза | Карен Крафт Мелисса Райан                                                  | Академическая гребля  | Женщины, двойки распашные без рулевой |
| Бронза | Кристин Коллинз Сара Гарнер                                                | Академическая гребля  | Женщины, двойки парные (лёгкий вес)   |
| Бронза | Кларенс Винсон                                                             | Бокс                  | Мужчины, до 54 кг                     |
| Бронза | Джермен Тейлор                                                             | Бокс                  | Мужчины, до 71 кг                     |
| Бронза | Терри Брэндс                                                               | Вольная борьба        | Мужчины, до 58 кг                     |
| Бронза | Линкольн Макилрави                                                         | Вольная борьба        | Мужчины, до 69 кг                     |
| Бронза | Гарретт Лоуни                                                              | Греко-римская борьба  | Мужчины, до 97 кг                     |
| Бронза | Эми Чоу Джейми Данцшер Доминик Дэйвз Кристен Малоуни Элиз Рэй Таша Швикерт | Спортивная гимнастика | Женщины, командное первенство         |
| Бронза | Дэвид О’Коннор Нина Фаут Линден Висмэн Карен О’Коннор                      | Конный спорт          | Троеборье, командное первенство       |
| Бронза | Сьюзан Блинкс Роберт Доувер Гюнтер Зайдель Кристин Трауриг                 | Конный спорт          | Выездка, командное первенство         |
| Бронза | Джонатан Макки Чарльз Макки                                                | Парусный спорт        | Класс «49er»                          |
| Бронза | Гэри Холл-младший                                                          | Плавание              | Мужчины, 100 м вольным стилем         |
| Бронза | Клит Келлер                                                                | Плавание              | Мужчины, 400 м вольным стилем         |
| Бронза | Крис Томпсон                                                               | Плавание              | Мужчины, 1500 м вольным стилем        |
| Бронза | Том Уилкенс                                                                | Плавание              | Мужчины, 200 м комплексным плаванием  |
| Бронза | Дара Торрес                                                                | Плавание              | Женщины, 50 м вольным стилем          |
| Бронза | Дара Торрес                                                                | Плавание              | Женщины, 100 м вольным стилем         |
| Бронза | Дженнифер Томпсон                                                          | Плавание              | Женщины, 100 м вольным стилем         |
| Бронза | Кейтлин Сандено                                                            | Плавание              | Женщины, 800 м вольным стилем         |
| Бронза | Аманда Бирд                                                                | Плавание              | Женщины, 200 м брассом                |
| Бронза | Дара Торрес                                                                | Плавание              | Женщины, 100 м баттерфляем            |
| Бронза | Кристина Тойшер                                                            | Плавание              | Женщины, 200 м комплексным плаванием  |
| Бронза | Джеймс Грейвз                                                              | Стрельба              | Мужчины, скит                         |
| Бронза | Кимберли Роуд                                                              | Стрельба              | Женщины, дубль-трап                   |
| Бронза | Ричард Джонсон Род Уайт Виктор Вандерле                                    | Стрельба из лука      | Мужчины, командное первенство         |
| Бронза | Моника Селеш                                                               | Теннис                | Женщины, одиночный разряд             |
| Бронза | Черил Хэворт                                                               | Тяжёлая атлетика      | Женщины, свыше 75 кг                  |

## Результаты соревнований

### Академическая гребля
В следующий раунд из каждого заезда проходили несколько лучших экипажей (в зависимости от дисциплины). В финал A выходили 6 сильнейших экипажей, остальные разыгрывали места в утешительных финалах B-D.
Мужчины
| Соревнование  | Спортсмены              | Предварительный заезд | Предварительный заезд | Предварительный заезд | Отборочный заезд | Отборочный заезд | Отборочный заезд | Полуфинал     | Полуфинал     | Полуфинал     | Финал   | Финал   | Итоговое место |
| Соревнование  | Спортсмены              | Заезд                 | Время                 | Место                 | Заезд            | Время            | Место            | Заезд         | Время         | Место         | Время   | Место   | Итоговое место |
| ------------- | ----------------------- | --------------------- | --------------------- | --------------------- | ---------------- | ---------------- | ---------------- | ------------- | ------------- | ------------- | ------- | ------- | -------------- |
| одиночки      | Дон Смит                | 4                     | 7:10,34               | 3                     | 3                | 7:11,83          | 1 Q              | Полуфинал A/B | Полуфинал A/B | Полуфинал A/B | Финал B | Финал B | 8              |
| одиночки      | Дон Смит                | 4                     | 7:10,34               | 3                     | 3                | 7:11,83          | 1 Q              | 1             | 7:10,69       | 6             | 6:59,82 | 2       | 8              |
| двойки        | Тед Мерфи Себастьян Беа | 2                     | 6:44,86               | 3 Q                   | не участвовали   | не участвовали   | не участвовали   | 2             | 6:35,42       | 3 Q           | Финал A | Финал A | 2              |
| двойки        | Тед Мерфи Себастьян Беа | 2                     | 6:44,86               | 3 Q                   | не участвовали   | не участвовали   | не участвовали   | 2             | 6:35,42       | 3 Q           | 6:33,80 | 2       | 2              |
| двойки парные | Генри Нузум Майк Ферри  | 2                     | 6:37,81               | 3                     | 1                | 6:34,56          | 2 Q              | 1             | 6:28,49       | 4 QB          | Финал B | Финал B | 8              |
| двойки парные | Генри Нузум Майк Ферри  | 2                     | 6:37,81               | 3                     | 1                | 6:34,56          | 2 Q              | 1             | 6:28,49       | 4 QB          | 6:21,71 | 2       | 8              |

### Велоспорт

#### Трековый велоспорт
После квалификации лучшие спортсмены по времени проходили в раунд на выбывание, где проводили заезды одновременно со своим соперником. Лучшие спортсмены по времени проходили в следующий раунд.
Мужчины
| Спортсмен                               | Соревнование                       | Квалификация | Квалификация | 1\4 финала     | 1\2 финала     | Финал Матч за 3-е место | Место |
| Спортсмен                               | Соревнование                       | Время        | Место        | Соперник Время | Соперник Время | Соперник Время          | Место |
| --------------------------------------- | ---------------------------------- | ------------ | ------------ | -------------- | -------------- | ----------------------- | ----- |
| Мариано Фридик                          | Индивидуальная гонка преследования | 4:31,241     | 10           |                | Не прошёл      | Не прошёл               | 10    |
| Кристиан Ванде Вельде                   | Индивидуальная гонка преследования | 4:31,528     | 12           |                | Не прошёл      | Не прошёл               | 12    |
| Кристиан Арруе Джон Бэйрос Джонас Карин | командный спринт                   | 46,337       | 12           |                |                | Не прошли               | 12    |

Победители определялись по результатам одного соревновательного дня. В гите победителей определяли по лучшему времени, показанному на определённой дистанции, а в гонке по очкам и мэдисоне по количеству набранных баллов.
Мужчины
| Спортсмен    | Соревнование | Результат         | Место |
| Спортсмен    | Соревнование | Время Очки        | Место |
| ------------ | ------------ | ----------------- | ----- |
| Джонас Карни | Гит с места  | 1:05,968 (+4,359) | 14    |

Женщины
| Спортсмен  | Соревнование | Результат       | Место |
| Спортсмен  | Соревнование | Время Очки      | Место |
| ---------- | ------------ | --------------- | ----- |
| Крис Уитти | Гит с места  | 35,230 (+1,090) | 5     |

#### Шоссейный велоспорт
Всего спортсменов — 8
Мужчины
| Соревнование     | Спортсмены      | Время     | Место |
| ---------------- | --------------- | --------- | ----- |
| Групповая гонка  | Джордж Хинкепи  | 5:30,34   | 8     |
| Групповая гонка  | Лэнс Армстронг  | 5:30,34   | DSQ   |
| Групповая гонка  | Фред Родригес   | 5:30,46   | 38    |
| Групповая гонка  | Тайлер Хэмилтон | 5:30,46   | 48    |
| Групповая гонка  | Антонио Крус    | 5:30,46   | 51    |
| Раздельная гонка | Лэнс Армстронг  | 58:14,267 | DSQ   |
| Раздельная гонка | Тайлер Хэмилтон | 59:26,548 | 10    |

Женщины
| Соревнование     | Спортсмены     | Время           | Место           |
| ---------------- | -------------- | --------------- | --------------- |
| Групповая гонка  | Николь Фридман | 3:28,28         | 47              |
| Групповая гонка  | Карен Каррек   | Не финишировала | Не финишировала |
| Групповая гонка  | Мари Холден    | Не финишировала | Не финишировала |
| Раздельная гонка | Мари Холден    | 42:37,372       |                 |
| Раздельная гонка | Карен Каррек   | 44:33,379       | 16              |

### Дзюдо
Спортсменов — 8
Соревнования по дзюдо проводились по системе на выбывание. В утешительные раунды попадали спортсмены, проигравшие полуфиналистам турнира. Два спортсмена, одержавших победу в утешительном раунде, в поединке за бронзу сражались с проигравшими в полуфинале.
Мужчины
| Спортсмен          | Категория | 1/32               | 1/16                                  | 1/8                                    | Четвертьфиналы     | Полуфиналы         | Первый доп. раунд                 | Утешительный четвертьфинал           | Утешительный полуфинал                | За 3 место Финал   | Место |
| Спортсмен          | Категория | Соперник Результат | Соперник Результат                    | Соперник Результат                     | Соперник Результат | Соперник Результат | Соперник Результат                | Соперник Результат                   | Соперник Результат                    | Соперник Результат | Место |
| ------------------ | --------- | ------------------ | ------------------------------------- | -------------------------------------- | ------------------ | ------------------ | --------------------------------- | ------------------------------------ | ------------------------------------- | ------------------ | ----- |
| Брэндан Гречковски | до 60 кг  |                    | Седрик Таймонс (BEL) поб. 1000 — 0000 | Тадахиро Номура (JPN) пор. 0000 — 1001 | Не прошёл          | Не прошёл          | Цзя Юньбин (CHN) поб. 1000 — 0001 | Марек Матусек (SVK) поб. 1000 — 0000 | Айдын Смагулов (KGZ) пор. 0001 — 0020 | Не прошёл          | 7     |

Мужчины
| Соревнование | Спортсмены     | Первый раунд       | Второй раунд                     | 1/8 финала                       | Четвертьфинал                   | Полуфинал                      | Финал                          | Место |
| Соревнование | Спортсмены     | Соперник Результат | Соперник Результат               | Соперник Результат               | Соперник Результат              | Соперник Результат             | Соперник Результат             | Место |
| ------------ | -------------- | ------------------ | -------------------------------- | -------------------------------- | ------------------------------- | ------------------------------ | ------------------------------ | ----- |
| до 66 кг     | Алекс Оттиано  | Не участвовал      | Амар Мериджа (ALG) В 0001 — 0001 | Киёси Уэмацу (ESP) П 0000 — 0020 | Завершил выступление            | Завершил выступление           | Завершил выступление           | —     |
| до 73 кг     | Джимми Педро   | Не участвовал      | Чхой Ён Син (KOR) П 0001 — 0010  | Завершил выступление             | Завершил выступление            | Завершил выступление           | Завершил выступление           | —     |
| до 73 кг     | Джимми Педро   | Не участвовал      | Утешительный турнир              |                                  |                                 |                                |                                | —     |
| до 73 кг     | Джимми Педро   | Не участвовал      | С. Садыков (KGZ) В 1101 — 0001   | С. Алькати (ARG) В 0202 — 0001   | К. Накамура (JPN) В 0200 — 0010 | М. Алмейда (POR) В 1000 — 0000 | А. Ларюков (BLR) П 0000 — 1000 | —     |
| до 81 кг     | Джейсон Моррис | Не участвовал      | Д. Келли (AUS) П 0000 — 0001     | Завершил выступление             | Завершил выступление            | Завершил выступление           | Завершил выступление           | —     |

Женщины
| Соревнование | Спортсмены   | Первый раунд                    | 1/8 финала                         | Четвертьфинал                     | Полуфинал             | Финал                 | Место |
| Соревнование | Спортсмены   | Соперник Результат              | Соперник Результат                 | Соперник Результат                | Соперник Результат    | Соперник Результат    | Место |
| ------------ | ------------ | ------------------------------- | ---------------------------------- | --------------------------------- | --------------------- | --------------------- | ----- |
| до 48 кг     | Лорен Мис    | Не участвовала                  | Л. Лушникова (UKR) П 0000 — 0001   | Завершила выступление             | Завершила выступление | Завершила выступление | —     |
| до 52 кг     | Хилари Вольф | Ке Сун Хи (PRK) П 0001 — 1120   | Утешительный турнир                | Завершила выступление             | Завершила выступление | Завершила выступление | 13    |
| до 52 кг     | Хилари Вольф | Ке Сун Хи (PRK) П 0001 — 1120   | Д. Гравенстейн (NED) П 0011 — 0100 | Завершила выступление             | Завершила выступление | Завершила выступление | 13    |
| до 57 кг     | Эллен Уилсон | Не участвовала                  | И. Фернандес (ESP) П 0001 — 0013   | Завершила выступление             | Завершила выступление | Завершила выступление | 13    |
| до 57 кг     | Эллен Уилсон | Не участвовала                  | Утешительный турнир                | Завершила выступление             | Завершила выступление | Завершила выступление | 13    |
| до 57 кг     | Эллен Уилсон | Не участвовала                  | Х. Эрденет-Од (MGL) П 0001 — 1000  | Завершила выступление             | Завершила выступление | Завершила выступление | 13    |
| до 63 кг     | Челита Шутц  | Э. Чизмадиа (HUN) В 1000 — 0000 | К. Маэда (JPN) В 0120 — 0102       | С. Ванденэнде (FRA) П 0000 — 1011 | Завершила выступление | Завершила выступление | 9     |
| до 63 кг     | Челита Шутц  | Э. Чизмадиа (HUN) В 1000 — 0000 | К. Маэда (JPN) В 0120 — 0102       | Утешительный турнир               | Завершила выступление | Завершила выступление | 9     |
| до 63 кг     | Челита Шутц  | Э. Чизмадиа (HUN) В 1000 — 0000 | К. Маэда (JPN) В 0120 — 0102       | Чон Сон Сук (KOR) П 0010 — 0011   | Завершила выступление | Завершила выступление | 9     |

### Лёгкая атлетика
Спортсменов — 1
Мужчины
| Дисциплина | Спортсмен            | Предварительный раунд | Предварительный раунд | Четвертьфиналы | Четвертьфиналы | Полуфиналы | Полуфиналы | Финал     | Финал |
| Дисциплина | Спортсмен            | Результат             | Место                 | Результат      | Место          | Результат  | Место      | Результат | Место |
| ---------- | -------------------- | --------------------- | --------------------- | -------------- | -------------- | ---------- | ---------- | --------- | ----- |
| 10 000 м   | Абдихакем Абдирахман | 28:09,04              | 7                     |                |                |            |            | 27:46,17  | 10    |

### Плавание
Спортсменов — 27
В следующий раунд на каждой дистанции проходили лучшие спортсмены по времени, независимо от места занятого в своём заплыве.
Мужчины
| Спортсмен                                                                 | Соревнование          | Предварительные заплывы | Предварительные заплывы | Полуфиналы | Полуфиналы | Финал        | Финал     |
| Спортсмен                                                                 | Соревнование          | Результат               | Место                   | Результат  | Место      | Результат    | Место     |
| ------------------------------------------------------------------------- | --------------------- | ----------------------- | ----------------------- | ---------- | ---------- | ------------ | --------- |
| Джош Дэвис                                                                | 200 м вольный стиль   | 1:48,43                 | 4                       | 1:47,06    | 4          | 1:46,73      | 4         |
| Скотт Голдблатт                                                           | 200 м вольный стиль   | 1:49,05                 | 8                       | 1:48,83    | 9          | Не прошёл    | Не прошёл |
| Клит Келлер                                                               | 400 м вольный стиль   | 3:48,62                 | 6                       |            |            | 3:47,00      |           |
| Чад Карвин                                                                | 400 м вольный стиль   | 3:48,42                 | 5                       |            |            | 3:47,58      | 6         |
| Ленни Крайзельбург                                                        | 100 м на спине        | 54,38                   | 1                       | 54,32      | 1          | 53,72 (OR)   |           |
| Нейл Уолкер                                                               | 100 м на спине        | 55,34                   | 6                       | 55,20      | 5          | 55,14        | 6         |
| Эд Моузес                                                                 | 100 м брасс           | 1:01,59                 | 3                       | 1:01,22    | 3          | 1:01,73      |           |
| Пэт Кэлхун                                                                | 100 м брасс           | 1:03,03                 | 25                      | Не прошёл  | Не прошёл  | Не прошёл    | Не прошёл |
| Том Долан                                                                 | 400 м комплекс        | 4:15,52                 | 2                       |            |            | 4:11,76 (WR) |           |
| Эрик Вендт                                                                | 400 м комплекс        | 4:17,15                 | 5                       |            |            | 4:14,23      |           |
| Энтони Эрвин Нейл Уолкер Джейсон Лезак Гэри Холл Скотт Такер* Джош Дэвис* | 4х100 м вольный стиль | 3:15,43                 | 1                       |            |            | 3:13,86      |           |

Женщины
| Спортсменка                                                                     | Соревнование          | Предварительные заплывы | Предварительные заплывы | Полуфиналы | Полуфиналы | Финал        | Финал     |
| Спортсменка                                                                     | Соревнование          | Результат               | Место                   | Результат  | Место      | Результат    | Место     |
| ------------------------------------------------------------------------------- | --------------------- | ----------------------- | ----------------------- | ---------- | ---------- | ------------ | --------- |
| Брук Беннетт                                                                    | 400 м вольным стилем  | 4:07,57                 | 1                       |            |            | 4:05,80      |           |
| Дайана Мунц                                                                     | 400 м вольным стилем  | 4:10,39                 | 4                       |            |            | 4:07,07      |           |
| Дара Торрес                                                                     | 100 м баттерфляем     | 58,76                   | 5                       | 58,35      | 4          | 58,20        |           |
| Дженни Томпсон                                                                  | 100 м баттерфляем     | 57,66                   | 2                       | 58,18      | 3          | 58,73        | 5         |
| Барбара Бедфорд                                                                 | 100 м на спине        | 1:01,70                 | 4                       | 1:01,61    | 5          | 1:01,47      | 6         |
| Кортни Шили                                                                     | 100 м на спине        | 1:03,19                 | 18                      | Не прошла  | Не прошла  | Не прошла    | Не прошла |
| Меган Куанн                                                                     | 100 м брасс           | 1:07,48                 | 1                       | 1:07,79    | 2          | 1:07,05      |           |
| Стейсиана Ститтс                                                                | 100 м брасс           | 1:10,54                 | 18                      | Не прошла  | Не прошла  | Не прошла    | Не прошла |
| Кейтлин Сандено                                                                 | 400 м комплекс        | 4:40,89                 | 3                       |            |            | 4:41,03      | 4         |
| Медди Криппен                                                                   | 400 м комплекс        | 4:44,00                 | 8                       |            |            | 4:44,63      | 6         |
| Эми Ван Дайкен Кортни Шили Дженни Томпсон Дара Торрес Эрин Феникс* Эшли Таппин* | 4х100 м вольный стиль | 3:40,88                 | 1                       |            |            | 3:36,61 (WR) |           |

*—участвовали только в предварительном заплыве

### Прыжки в воду
Спортсменов — 7
В индивидуальных прыжках в предварительных раундах складывались результаты квалификации и полуфинальных прыжков. По их результатам в финал проходило 12 спортсменов. В финале они начинали с результатами полуфинальных прыжков.
В синхронных прыжках спортсмены стартовали сразу с финальных прыжков
Мужчины
| Спортсмен               | Соревнование        | Квалификация | Квалификация | Полуфинал | Полуфинал | Всего  | Финал  | Финал | Всего  | Место |
| Спортсмен               | Соревнование        | Очков        | Место        | Очков     | Место     | Всего  | Очков  | Место | Всего  | Место |
| ----------------------- | ------------------- | ------------ | ------------ | --------- | --------- | ------ | ------ | ----- | ------ | ----- |
| Трой Дюмей              | трамплин            | 407,64       | 7            | 224,16    | 8         | 631,80 | 418,56 | 6     | 642,72 | 6     |
| Марк Руиз               | трамплин            | 429,30       | 4            | 227,97    | 5         | 657,27 | 410,25 | 7     | 638,22 | 7     |
| Марк Руиз               | вышка               | 432,36       | 10           | 180,99    | 14        | 613,35 | 444,93 | 6     | 625,92 | 6     |
| Дэвид Пихлер            | вышка               | 440,91       | 7            | 187,89    | 7         | 628,80 | 428,28 | 9     | 616,17 | 9     |
| Трой Дюмей Дэвид Пихлер | синхронный трамплин |              |              |           |           |        |        |       | 320,91 | 4     |
| Дэвид Пихлер Марк Руиз  | синхронная вышка    |              |              |           |           |        |        |       | 321,69 | 7     |

Женщины
| Спортсмен                  | Соревнование     | Квалификация | Квалификация | Полуфинал | Полуфинал | Всего  | Финал     | Финал     | Всего  | Место |
| Спортсмен                  | Соревнование     | Очков        | Место        | Очков     | Место     | Всего  | Очков     | Место     | Всего  | Место |
| -------------------------- | ---------------- | ------------ | ------------ | --------- | --------- | ------ | --------- | --------- | ------ | ----- |
| Дженни Кейм                | трамплин         | 285,12       | 9            | 225,90    | 8         | 511,02 | 308,28    | 9         | 534,18 | 8     |
| Мишель Дэвисон             | трамплин         | 280,26       | 10           | 219,48    | 9         | 499,74 | 291,00    | 12        | 510,48 | 12    |
| Лора Уилкинсон             | вышка            | 331,20       | 5            | 173,04    | 8         | 504,24 | 370,71    | 1         | 543,75 |       |
| Сара Рейлинг               | вышка            | 282,84       | 16           | 164,07    | 12        | 446,91 | Не прошла | Не прошла | 446,91 | 13    |
| Лора Уилкинсон Дженни Кейм | синхронная вышка |              |              |           |           |        |           |           | 291,42 | 5     |

### Стрельба
Спортсменов — 8
После квалификации лучшие спортсмены по очкам проходили в финал, где продолжали с очками, набранными в квалификации. В некоторых дисциплинах квалификация не проводилась. Там спортсмены выявляли сильнейшего в один раунд.
Мужчины
| Спортсмен       | Соревнование   | Квалификация | Место | Финал     | Место     | Всего | Место |
| --------------- | -------------- | ------------ | ----- | --------- | --------- | ----- | ----- |
| Майкл Дугласс   | Пистолет, 10 м | 577          | 15    | Не прошёл | Не прошёл | 577   | 15    |
| Уильям Демарест | Пистолет, 10 м | 574          | 23    | Не прошёл | Не прошёл | 574   | 23    |
| Лэнс Бейд       | Трап           | 112          | 16    | Не прошёл | Не прошёл | 112   | 16    |
| Джош Лакатос    | Трап           | 112          | 16    | Не прошёл | Не прошёл | 112   | 16    |

Женщины
| Спортсмен         | Соревнование   | Квалификация | Место | Финал     | Место     | Всего | Место |
| ----------------- | -------------- | ------------ | ----- | --------- | --------- | ----- | ----- |
| Нэнси Джонсон     | Винтовка, 10 м | 395          | 2     | 102,7     | 2         | 497,7 | 1     |
| Жайме Дикман      | Винтовка, 10 м | 394          | 6     | 101,4     | 4         | 495,4 | 6     |
| Беки Снайдер      | Пистолет, 10 м | 376          | 25    | Не прошла | Не прошла | 376   | 25    |
| Кристина Кейссиди | Пистолет, 10 м | 375          | 28    | Не прошла | Не прошла | 375   | 28    |

### Стрельба из лука
Спортсменов — 1
Мужчины
| Соревнование              | Спортсмены                                | Квалификация | Квалификация | 1/32 финала                          | 1/16 финала                          | 1/8 финала                           | Четвертьфинал                       | Полуфинал             | Финал                 | Место |
| Соревнование              | Спортсмены                                | Результат    | Место        | Соперник Результат                   | Соперник Результат                   | Соперник Результат                   | Соперник Результат                  | Соперник Результат    | Соперник Результат    | Место |
| ------------------------- | ----------------------------------------- | ------------ | ------------ | ------------------------------------ | ------------------------------------ | ------------------------------------ | ----------------------------------- | --------------------- | --------------------- | ----- |
| Индивидуальное первенство | Карен Скавотто                            | 634          | 22           | Денис Паркер (USA) (43) поб. 162:152 | Яремис Перес (CUB) (54) поб. 158:155 | Саёко Каваути (JPN) (6) поб. 157:159 | Завершила выступление               | Завершила выступление | Завершила выступление | 14    |
| Командное первенство      | Карен Скавотто Денис Паркер Джанет Дикман | 1889         | 9            |                                      |                                      | Швеция (8) · поб. 242:230            | Республика Корея (1) · пор. 240:252 | Завершили выступление | Завершили выступление | 5     |

### Триатлон
Спортсменов — 6
Триатлон дебютировал в программе летних Олимпийских игр. Соревнования состояли из 3 этапов — плавание (1,5 км), велоспорт (40 км), бег (10 км).
Мужчины
| Спортсмен     | Соревнование      | Плавание | Велоспорт | Бег      | Итоговое время | Место | Отставание |
| ------------- | ----------------- | -------- | --------- | -------- | -------------- | ----- | ---------- |
| Хантер Кемпер | личное первенство | 18:11,79 | 59:15,20  | 32:38,57 | 1:50:05,56     | 17    | +01:41,54  |
| Райан Болтон  | личное первенство | 18:31,49 | 59:06,70  | 33:14,76 | 1:50:52,95     | 25    | +02:28,93  |
| Ник Радкевич  | личное первенство | 18:44,09 | 58:54,50  | 36:06,04 | 1:53:44,63     | 40    | +05:20,61  |

Женщины
| Спортсмен           | Соревнование      | Плавание | Велоспорт  | Бег      | Итоговое время | Место | Отставание |
| ------------------- | ----------------- | -------- | ---------- | -------- | -------------- | ----- | ---------- |
| Джоанна Цейгер      | личное первенство | 19:45,58 | 1:05:38,30 | 36:01,86 | 2:01:25,74     | 4     | +00:45,22  |
| Шейла Таормина      | личное первенство | 19:02,78 | 1:06:24,30 | 37:18,83 | 2:02:45,91     | 6     | +02:05,39  |
| Дженнифер Гутьеррес | личное первенство | 19:44,98 | 1:05:41,00 | 38:12,50 | 2:03:38,48     | 13    | +02:57,96  |

### Тяжёлая атлетика
Спортсменов — 2
В рамках соревнований по тяжёлой атлетике проводятся два упражнения — рывок и толчок. В каждом из упражнений спортсмену даётся 3 попытки, в которых он может заказать любой вес, кратный 2,5 кг. Победитель определяется по сумме двух упражнений.
Женщины
| Спортсмен  | Категория | Вес   | Рывок | Рывок | Рывок | Толчок | Толчок | Толчок | Всего | Место |
| Спортсмен  | Категория | Вес   | 1     | 2     | 3     | 1      | 2      | 3      | Всего | Место |
| ---------- | --------- | ----- | ----- | ----- | ----- | ------ | ------ | ------ | ----- | ----- |
| Тара Нотт  | до 48 кг  | 47,48 | 80,0  | 82,5  | 82,5  | 100,0  | 102,5  | 105,0  | 185,0 | 1     |
| Робин Гоад | до 48 кг  | 47,66 | 77,5  | 80,0  | 80,0  | 95,0   | 100,0  | 105,0  | 177,5 | 5     |

### Фехтование
Спортсменов — 2
В индивидуальных соревнованиях спортсмены сражаются три раунда по три минуты, либо до того момента, как один из спортсменов нанесёт 15 уколов. В командных соревнованиях поединок идёт 9 раундов по 4 минуты каждый, либо до 45 уколов. Если по окончании времени в поединке зафиксирован ничейный результат, то назначается дополнительная минута до «золотого» укола.
Мужчины
| Соревнование         | Спортсмены      | 1/32 финала                        | 1/16 финала                     | 1/8 финала           | Четвертьфиналы       | Полуфиналы           | Финал матч за 3-е место | Место |
| Соревнование         | Спортсмены      | Соперник Результат                 | Соперник Результат              | Соперник Результат   | Соперник Результат   | Соперник Результат   | Соперник Результат      | Место |
| -------------------- | --------------- | ---------------------------------- | ------------------------------- | -------------------- | -------------------- | -------------------- | ----------------------- | ----- |
| Индивидуальная шпага | Тамир Блум (31) | Андрей Мурашко (BLR) (34) поб. 8:4 | Арнд Шмидт (GER) (2) пор. 12:15 | Завершил выступление | Завершил выступление | Завершил выступление | Завершил выступление    | 29    |

Женщины
| Соревнование         | Спортсмены         | 1/32 финала                     | 1/16 финала                       | 1/8 финала            | Четвертьфиналы        | Полуфиналы            | Финал матч за 3-е место | Место |
| Соревнование         | Спортсмены         | Соперник Результат              | Соперник Результат                | Соперник Результат    | Соперник Результат    | Соперник Результат    | Соперник Результат      | Место |
| -------------------- | ------------------ | ------------------------------- | --------------------------------- | --------------------- | --------------------- | --------------------- | ----------------------- | ----- |
| Индивидуальная шпага | Арлен Стивенс (32) | Захра Гамир (ALG) (33) пор. 5:2 | Ильдико Минца (HUN) (1) пор. 8:11 | Завершила выступление | Завершила выступление | Завершила выступление | Завершила выступление   | 32    |